# Brotherella curvirostris
Brotherella curvirostris är en bladmossart som beskrevs av Fleischer 1914. Brotherella curvirostris ingår i släktet Brotherella och familjen Sematophyllaceae. Inga underarter finns listade i Catalogue of Life.